# Muqtabis fi Tarikh al-Andalus
Al-Muqtabis fī taˀrīj riŷāl al-Ándalus (en árabe, الـمـقـتـبـس في تـاريـخ عـلـمـاء الأنـدلـس), referenciado en español sencillamente como el Muqtabis y traducido completamente como el Libro de la Historia Real del Ándalus, es una obra histórica en 10 volúmenes realizada durante el siglo XI por Abu Marwán Hayyán Ibn Jálaf Ibn Husáin Ibn Hayyán al-Qurtubi, conocido como Ibn Hayyán. 

## Historia y estructura
El Muqtabis fue concebido por su autor como una historia de al-Ándalus desde su fundación hasta el momento de su escritura. Su nombre original es "El que toma la candela ajena acerca de la historia de los hombres de Al-Andalus" y hace referencia a su carácter de compilación de obras previas de cronistas árabes.
El Muqtabis era, en origen, la segunda parte de una obra más ambiciosa titulada "La Gran Historia" (al- Ta´rij al-Kabir), precedida por otro libro llamado al-Matin ("Lo sólido"), que describía aquellos hechos de los que el autor había sido testigo directo, centrados sobre todo en la disolución del Califato omeya y el surgimiento de los reinos de Taifas. 
La obra está compuesta por diez volúmenes de los cuales nos han llegado completos tres más un fragmento de un cuarto, divididos de la siguiente manera: 
- Muqtabis II, que comprende los años 796-881 y los reinados de los emires Al-Hákam I, Abderramán II y Muhammad I.
- Muqtabis III, que describe el reinado del emir Abd Allah, entre los años 888 y 912
- Muqtabis V, relativo a los años 912-942 y que engloba parte del gobierno de Abderramán III
- Muqtabis VII, fragmento que describe los años 971 al 975, bajo el califa Alhakén II

Los tomos II, III y V del Muqtabis fueron escritos entre los años 1039 y 1058, mientras que el fragmento del Muqtabis VII fue compuesto al inicio de la fitna o guerra civil que culminó con la desintegración del Califato.

## Estilo
El Muqtadis bebe de obras anteriores, crónicas cortesanas muy detalladas realizadas por diversos autores de crónica califal que son citados por el autor. Destacan Ahmad al-Razi y su hijo Isa Al-Razid (m. en 989 y autor de una obra perdida titulada Kitab al-Mu´ib, "el Libro Cumplido", una historia de la dinastía omeya). Al ser anales oficiales contienen una gran cantidad de datos cotidianos sobre el funcionamiento administrativo y las dinámicas internas de poder del Califato, lo que convierte la obra en una de las principales fuentes de información del periodo

### Muqtabis VII
El Muqtabis VII, o más bien el fragmento correspondiente a dicho tomo, fue descubierto en 1888 por el arabista Francisco Codera en una biblioteca particular de la ciudad de Constantina, Argelia. Tras copiarla, depositó el texto en la Real Academia de la Historia de Madrid donde permaneció sin traducir o editar hasta los años sesenta, década en la que fue objeto de dos publicaciones. La primera, a cargo de un académico iraquí llamado Abd al-Rahman Áli al-Hayyi como parte de una tesis doctoral Tres años después, el arabista y diplomático español Emilio García Gómez lo publicó bajo el título "Anales palatinos del Califato de Córdoba". En el año 2019 el arabista Eduardo Manzano Moreno publicó una edición crítica como "La corte del Califa. Cuatro años en la Córdoba de los Omeyas".